# Cleistocactus dependens
Cleistocactus dependens es una especie de planta suculenta perteneciente al género Cleistocactus, dentro de la familia Cactaceae. Es endémica de Bolivia.

## Descripción
Cleistocactus dependens es una especie de cactus columnar de hábito arbustivo, con numerosos tallos extendidos o colgantes de color verde opaco y segmentados. Se estrechan ligeramente hacia la punta, pueden alcanzar 1 m de altura y tienen un diámetro de 3 a 4 cm. 
Presenta de 10 a 12 costillas redondeadas y claramente ranuradas transversalmente. Sobre ellas se asientan las areolas, las cuales están separadas entre 1,1 y 1,5 cm unas de otras. Se distinguen de 3 a 4 espinas centrales que sobresalen, y siempre una de ellas está dirigida hacia abajo. Son de color gris con la punta negra y miden entre 1 y 1,5 cm de largo. Además hay de 8 a 13 espinas radiales, finas y con forma de aguja. Son de color gris rojizo y miden entre 0,2 y 0,3 cm de largo.

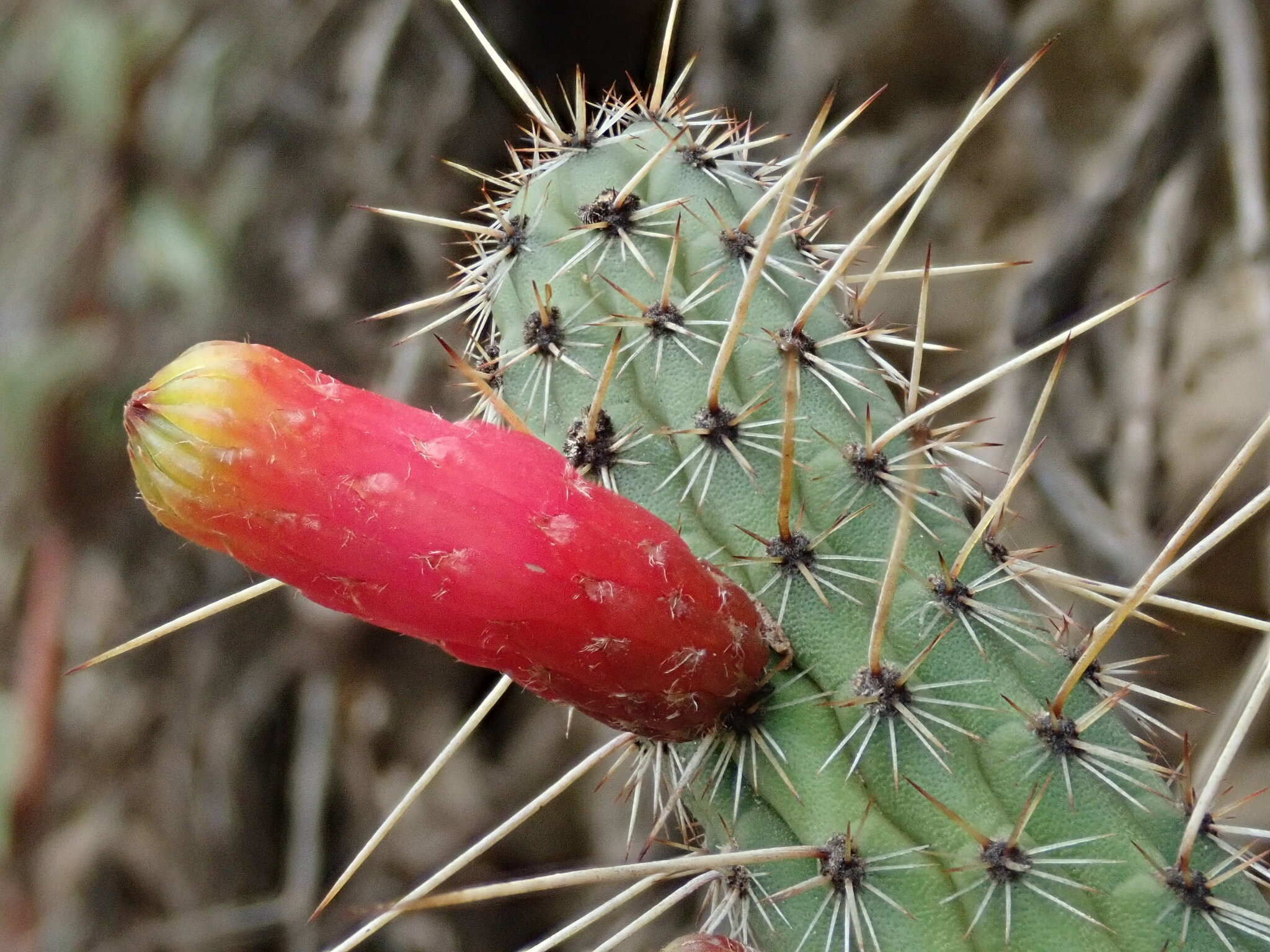
Detalle de la flor

Las flores son rectas, tubulares y radialmente simétricas. Miden entre 4 y 4,5 cm de largo y tienen un diámetro de hasta 0,7 cm. El tubo floral es de color rojo fresa y está cubierto de escamas con algunos pelos blancos. Las brácteas, de color verde verdoso a blanquecino, están apenas extendidas. Además, al igual que la mayoría de las especies del género, las flores apenas se abren. Los frutos son esféricos, de color magenta rojizo y alcanzan diámetros de hasta 1,4 cm.

## Distribución y hábitat

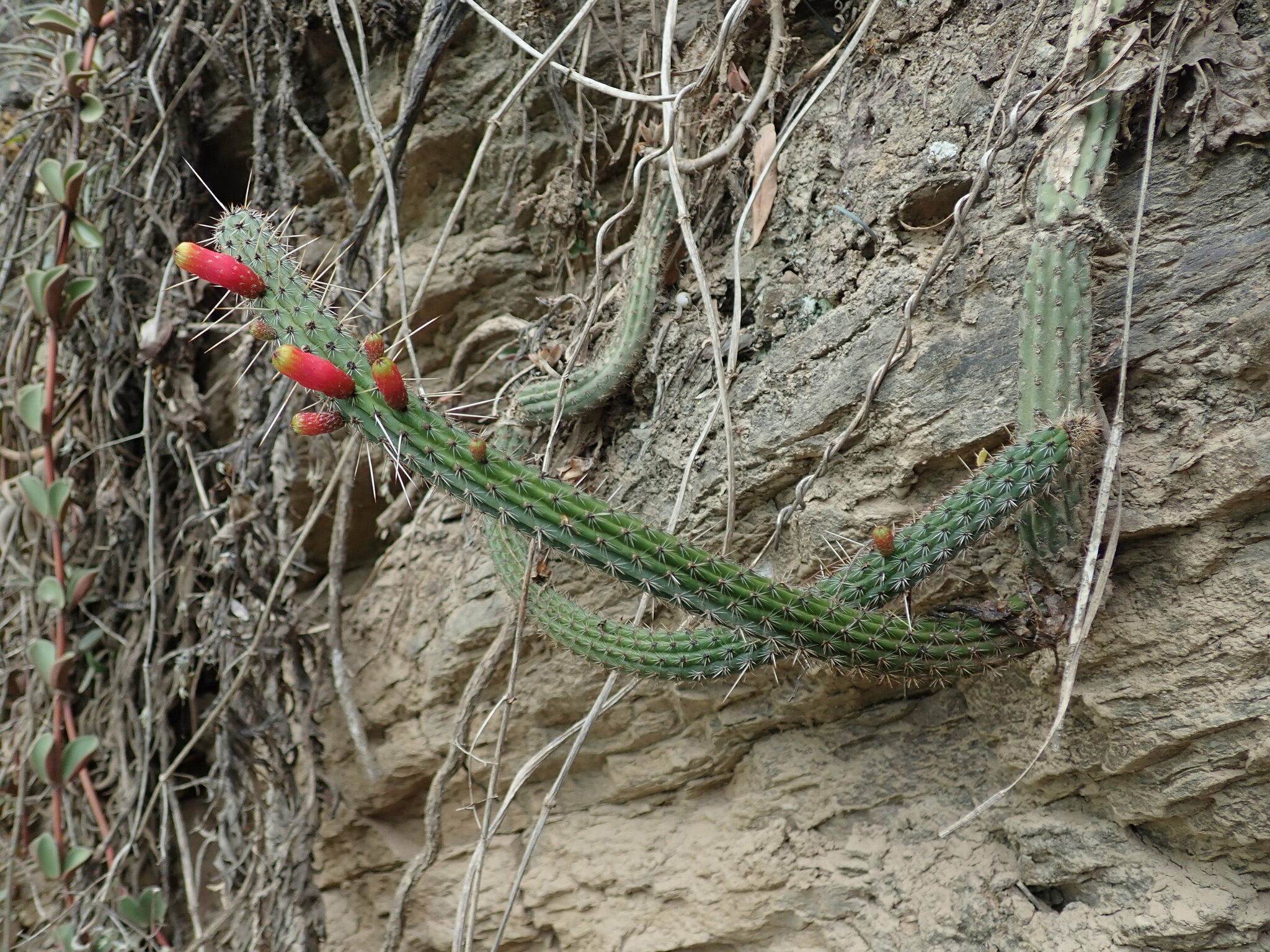
En su hábitat

El área de distribución nativa de esta especie es Bolivia (concretamente el departamento de Santa Cruz) y crece principalmente en el bioma desértico o de matorral seco, en laderas rocosas y húmedas a altitudes de 1400 m.

## Taxonomía
Cleistocactus dependens fue descrita por el botánico boliviano Martín Cárdenas Hermosa y publicada por primera vez en la revista científica Cactus and Succulent Journal 24: 146, f. 92–94 en el año 1952.
Etimología
- Cleistocactus: nombre genérico que deriva de la combinación de la palabra griega kleistos (que significa cerrado), y cactus (término latino que alude a las plantas del género Cactaceae), haciendo referencias a que son "cactus con flores cerradas", ya que en algunas especies apenas se abren y parecen estar cerradas.
- dependens: epíteto específico latíno que significa "colgante", haciendo referencia a la forma de crecimiento de la especie.[4]

## Usos
Se cultiva principalmente como planta ornamental y su propagación se realiza a través de esquejes o semillas.